# ماريانو باريرو
ماريانو باريرو (بالإسبانية: Mariano Bareiro) هو لاعب كرة قدم أرجنتيني في مركز الوسط، ولد في 8 مارس 1995 في بوينس آيرس في الأرجنتين. شارك مع منتخب الأرجنتين تحت 20 سنة لكرة القدم. أما مع النوادي، فقد لعب مع نادي راسينغ.

## وصلات خارجية
- ماريانو باريرو على موقع Soccerway.com (الإنجليزية)